# Emmanuel (Vorname)
Emmanuel ist ein männlicher Vorname und eine Variante von Emanuel und Immanuel und heißt auch so viel wie ‚Gott ist bei uns‘.

## Namensträger
- Emmanuel (Märtyrer) († um 300 n. Chr.), christlicher Märtyrer in Anatolien

### Vorname
- Emmanuel Adamakis (* 1958), griechisch-orthodoxer Bischof
- Emmanuel Adebayor (* 1984), togoischer Fußballspieler
- Emmanuel Akwuegbu (* 1978), nigerianischer Fußballspieler
- Emmanuel Chabrier (1841–1894), französischer Komponist
- Emmanuel Courcol (* 1957), französischer Schauspieler, Drehbuchautor und Regisseur
- Emmanuele De Gregorio (1758–1839), italienischer Bischof und Kurienkardinal
- Emmanuel Dennis (* 1997), nigerianischer Fußballspieler
- Emmanuel Durlet (1893–1977), belgischer Pianist und Komponist
- Emmanuel Eboué (* 1983), ivorischer Fußballspieler
- Emmanuel Ekwueme (* 1979), nigerianischer Fußballspieler
- Emmanuel Le Roy Ladurie (1929–2023), französischer Historiker
- Emmanuel Levinas (1906–1995), französischer Philosoph
- Emmanuel Macron (* 1977), französischer Politiker und Staatspräsident
- Emmanuel Nunes (1941–2012), portugiesischer Komponist
- Emmanuel Olisadebe (* 1978), polnischer Fußballspieler
- Emmanuel Pahud (* 1970), Schweizer Flötist
- Emmanuel Peterfalvi (* 1967), französischer Kabarettist, bekannt als Alfons
- Emmanuel Petit (* 1970), französischer Fußballspieler
- Emmanuel Rahim (1934–2022), US-amerikanischer Jazzmusiker
- Emmanuel Riggins (1942–2015), US-amerikanischer Musiker
- Emmanuel Rivière (* 1990), französischer Fußballspieler
- Emmanuel Sanders (* 1987), US-amerikanischer American-Football-Spieler
- Emmanuel Séjourné (* 1961), französischer Komponist und Perkussionist
- Emmanuel Sfiatkos (* 1977), griechisch-orthodoxer Bischof
- Emmanuel Vaudan (* 1971), Schweizer Skibergsteiger, Berg- und Marathonläufer